# Rue Forgeur
La rue Forgeur est une artère du centre de la ville de Liège (Belgique) située entre le boulevard Frère-Orban et l'avenue Rogier.

## Odonymie

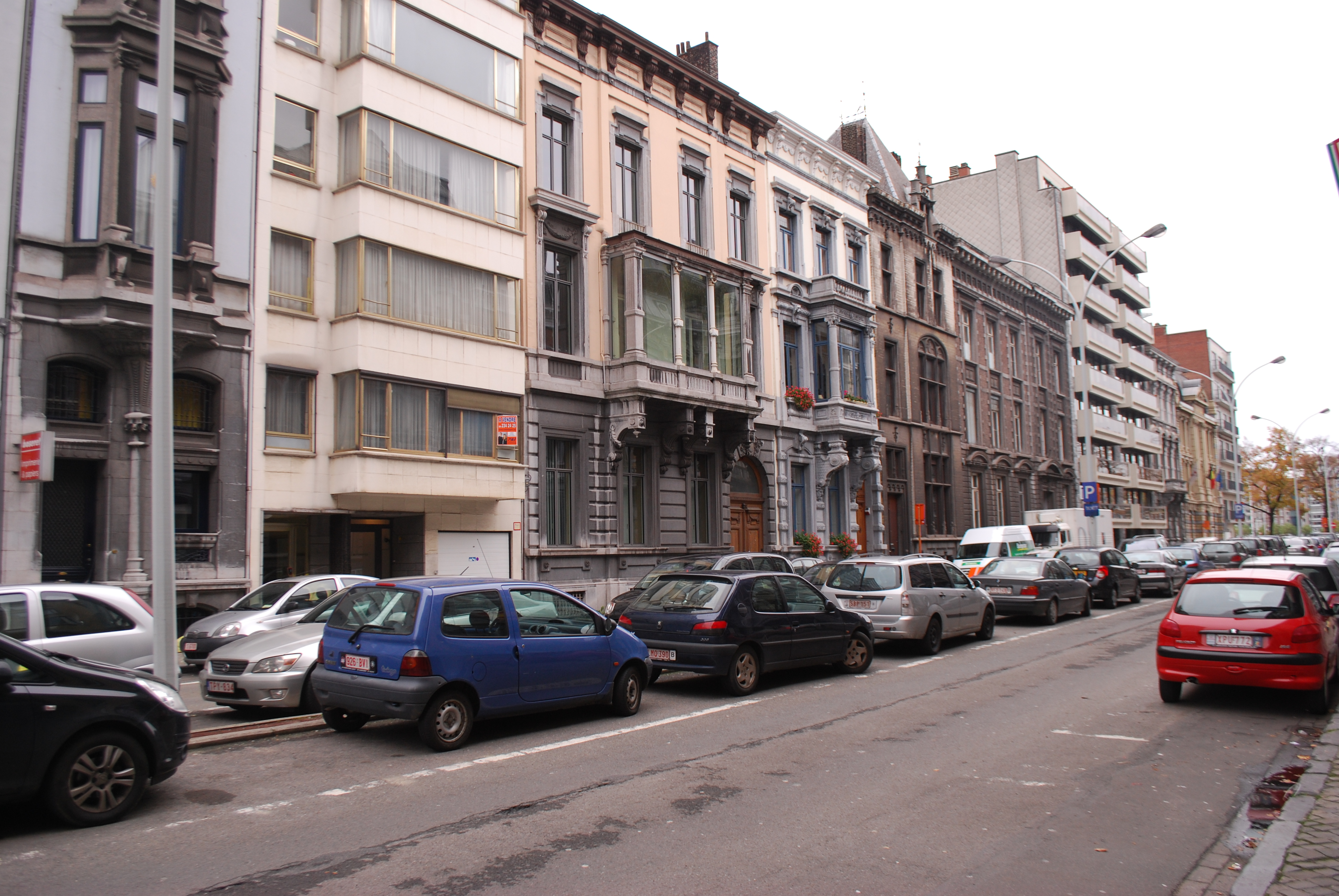
Côté pair de la rue Forgeur

Cette artère rend hommage à Joseph Forgeur, né le 31 juillet 1802 à Liège, où il meurt le 17 février 1872, avocat et sénateur belge, membre du Congrès national en 1830.

## Situation et description
Cette large rue rectiligne mesurant environ 160 m a été percée en 1877/1878 dans le quartier des Terrasses. Elle se situe à une cinquantaine de mètres de la rive gauche de la Meuse au niveau du port des yachts. Cette artère comprenant une trentaine d'immeubles a surtout une fonction résidentielle. Le centre de la chaussée est occupé par des places de parking.

## Architecture
Seize immeubles anciens (la plupart datant de la fin du XIXe siècle) sont repris à l'inventaire du patrimoine culturel immobilier de la Wallonie. Parmi ceux-ci, on peut citer :
- au no 2, l'hôtel des Ponts et Chaussées, de style néo-classique avec pilastres de style corinthien et fronton circulaire percé d'une tête chevelue et étoilée, a été construit en 1877[1].

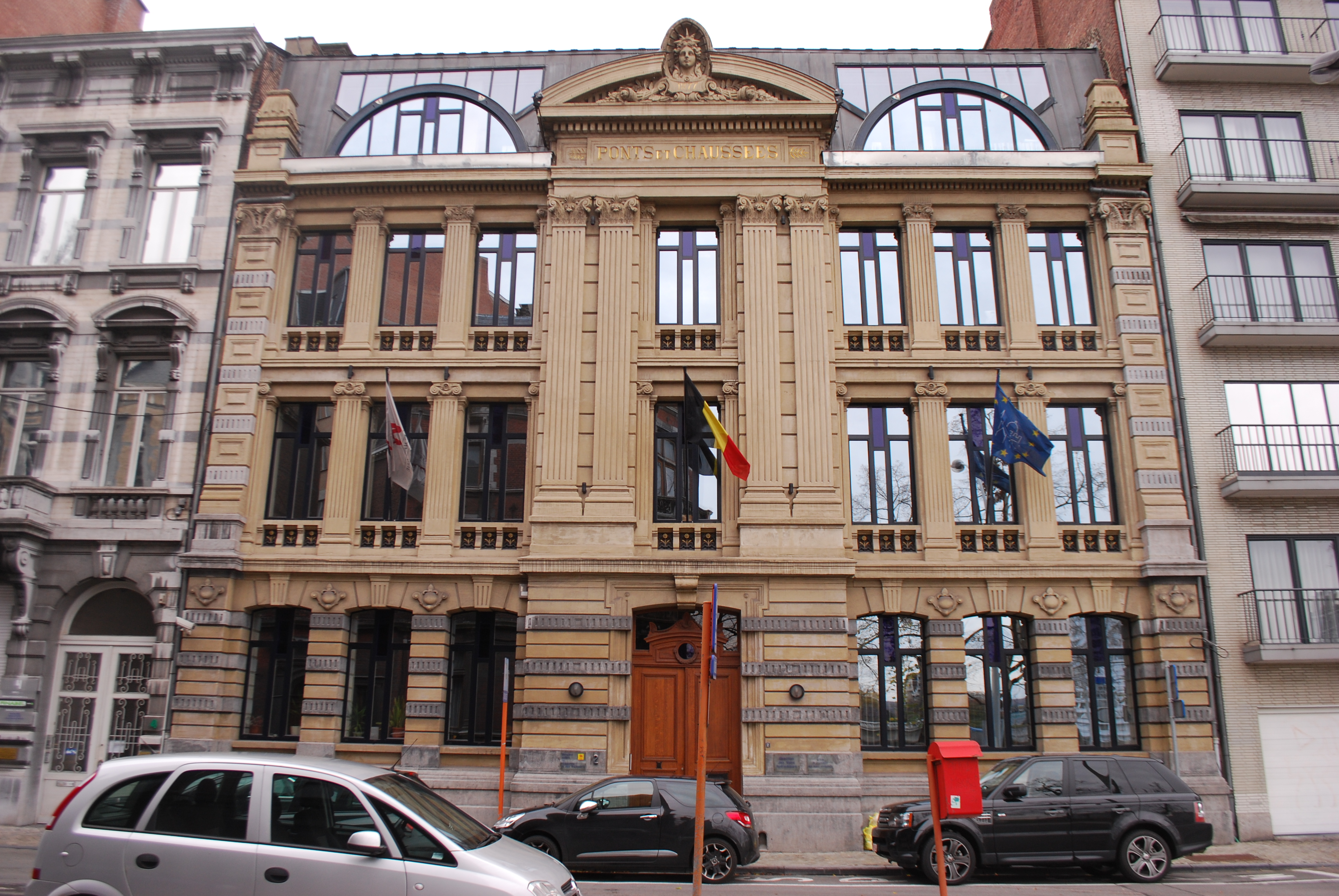
L'hôtel des Ponts et Chaussées

- au no 18, la maison Francotte, de style néo-gothique a été réalisée en 1882 d'après les plans de l'architecte Edmond Jamar ; la façade de deux travées inégales est bâtie en pierre blanche et en pierre calcaire[2].

## Voies adjacentes
- Boulevard Frère-Orban
- Avenue Rogier

### Source et bibliographie
- Yannik Delairesse et Michel Elsdorf, Le nouveau livre des rues de Liège, Liège, Noir Dessin Production, 2008, 512 p. (ISBN 978-2-87351-143-2 et 2-87351-143-5, présentation en ligne), page 256